# رآکتور نمک گداخته

راکتور نمک گداخته (به انگلیسی: Molten salt reactor) یا رآکتورهای MSR، یکی از انواع رآکتور هسته‌ای از نوع راکتورهای بریدری است که به منظور استفاده در نیروگاه‌های هسته‌ای کاربرد دارد که از انرژی هسته‌ای استفاده می‌کند.
چرخه سوختی این رآکتورها اورانیوم-۲۳۳ و توریوم است. اعتقاد بر این است که این نوع رآکتورها توانایی تولید بازدهی نیروگاهی ۴۴٪ یا بهتر را نیز دارند.

## جستارهای مربوطه
- راکتور آبی سبک